# Bez trёch minut rovno
Bez trёch minut rovno (Без трёх минут ровно) è un film del 1972 diretto da Genrich Saulovič Gabaj.

## Trama
Nove studenti della settima "A", insieme al loro insegnante San Sanyč, hanno fatto una tradizionale escursione estiva. Pochi giorni dopo, hanno sentito un segnale di soccorso da un peschereccio nel mare del nord. I ragazzi hanno deciso di fare una difficile traversata attraverso foreste e paludi per essere in tempo con il messaggio dell'allarme.